# (4421) Kayor
(4421) Kayor est un astéroïde de la ceinture principale découvert le 14 janvier 1942 par l'astronome allemand Karl Wilhelm Reinmuth. Le lieu de découverte est Heidelberg (024). Sa désignation provisoire était 1942 AC.